# Iàkovlivka (Crimea)
|  | Per a altres significats, vegeu «Iàkovlevka». |

Iàkovlivka (en ucraïnès: Яковлівка, rus: Яковлевка, Iàkovlevka) és un poble de la República Autònoma de Crimea a Ucraïna, que el 2014 tenia 39 habitants. Pertany al districte de Bilohirsk.